# Changan Deepal L07

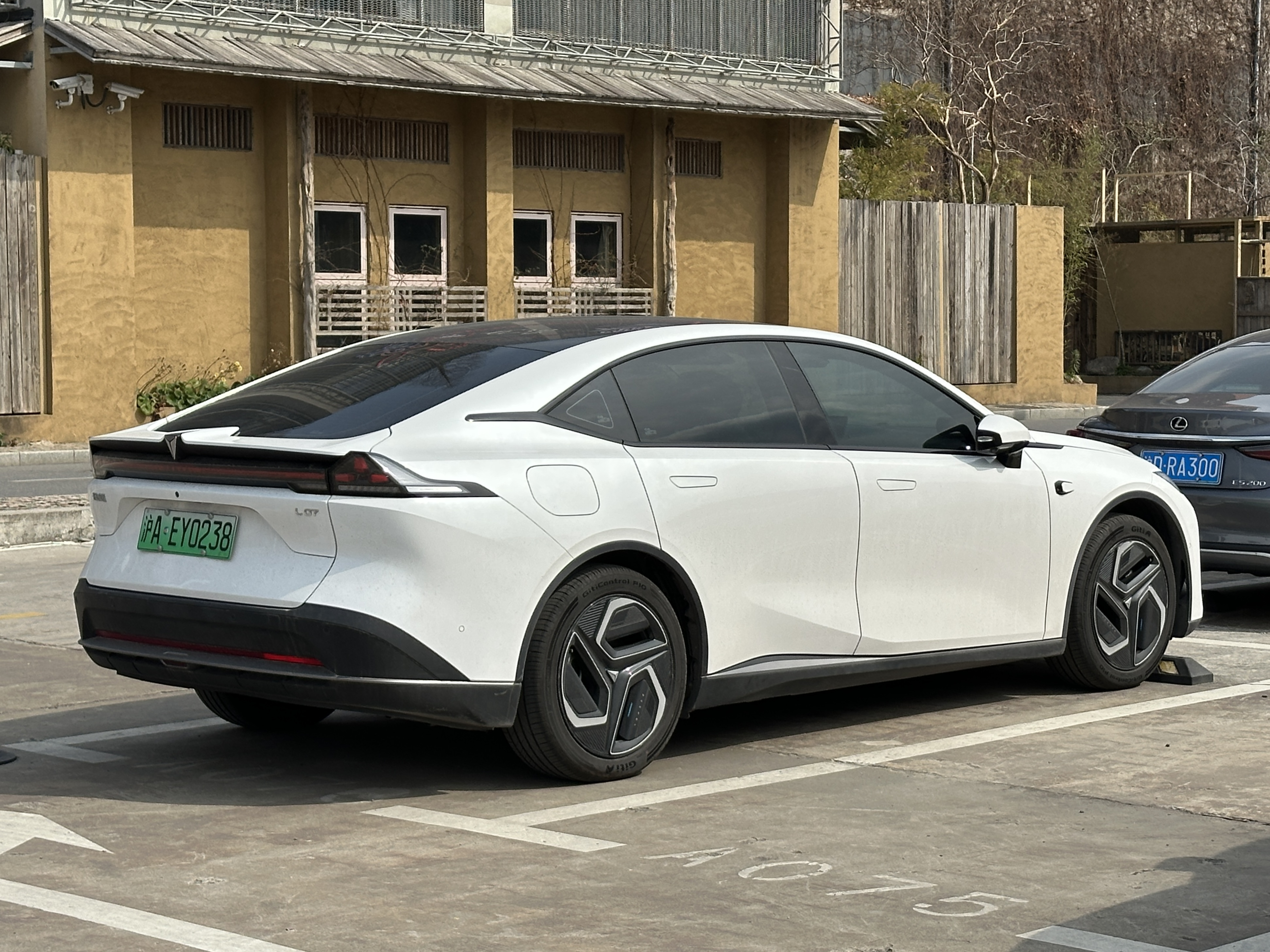
Heckansicht

Der Changan Deepal L07 ist ein Pkw der Mittelklasse der zu Changan gehörenden Submarke Deepal.

## Geschichte
Erste Bilder des Wagens, der gemeinsam mit Huawei entwickelt wurde, veröffentlichte Changan im Mai 2024. Im September 2024 kam der Deepal L07 in China auf den Markt. Das Fahrzeug ähnelt dem Deepal SL03, der aber sechs Zentimeter kürzer ist.

## Technische Daten
Zum Marktstart war die 4,88 Meter lange Kombilimousine als rein elektrisch angetriebene Version mit einem Lithium-Eisenphosphat-Akkumulator (56,12 kWh) oder als Version mit einem 1,5-Liter-Ottomotor als Reichweitenverlängerer erhältlich. Im August 2025 folgte ein größerer Akku (68,82 kWh). Der cw-Wert wird mit 0,215 angegeben. Das Kofferraumvolumen beträgt 473 Liter bis zur Kofferraumabdeckung und maximal 1180 Liter mit umgeklappten Rücksitzen.
Am Armaturenbrett ist ein 15,6 Zoll großer Touchscreen mit 2,5K-Auflösung montiert, der von einem Snapdragon 8155-Prozessor betrieben wird. Als Betriebssystem wird Deepal OS verwendet.
| Kenngrößen                                            | 230                           | 240                           | 300                           | 530                           | 550                           | 660                           |
| ----------------------------------------------------- | ----------------------------- | ----------------------------- | ----------------------------- | ----------------------------- | ----------------------------- | ----------------------------- |
| Bauzeitraum                                           | 09/2024–08/2025               | seit 08/2025                  | 09/2024–08/2025               | 09/2024–08/2025               | seit 08/2025                  | seit 08/2025                  |
| Motorkenndaten                                        |                               |                               |                               |                               |                               |                               |
| Motortyp                                              | Elektromotor + R4-Ottomotor   | Elektromotor + R4-Ottomotor   | Elektromotor + R4-Ottomotor   | Elektromotor                  | Elektromotor                  | Elektromotor                  |
| Hubraum                                               | 1497 cm³                      | 1497 cm³                      | 1497 cm³                      | —                             | —                             | —                             |
| max. Leistung Elektromotoren                          | 160 kW (218 PS)               | 175 kW (238 PS)               | 190 kW (258 PS)               | 185 kW (252 PS)               | 200 kW (272 PS)               | 200 kW (272 PS)               |
| max. Leistung Verbrennungsmotor                       | 72 kW (98 PS) bei 5600/min    | 72 kW (98 PS) bei 5600/min    | 72 kW (98 PS) bei 5600/min    | —                             | —                             | —                             |
| max. Drehmoment Elektromotoren                        | 320 Nm                        | 290 Nm                        | 320 Nm                        | 310 Nm                        | 290 Nm                        | 290 Nm                        |
| max. Drehmoment Verbrennungsmotor                     | 125 Nm bei 3000/min           | 125 Nm bei 3000/min           | 125 Nm bei 3000/min           | —                             | —                             | —                             |
| Kraftübertragung                                      |                               |                               |                               |                               |                               |                               |
| Antrieb                                               | Hinterradantrieb              | Hinterradantrieb              | Hinterradantrieb              | Hinterradantrieb              | Hinterradantrieb              | Hinterradantrieb              |
| Getriebe                                              | Festes Übersetzungsverhältnis | Festes Übersetzungsverhältnis | Festes Übersetzungsverhältnis | Festes Übersetzungsverhältnis | Festes Übersetzungsverhältnis | Festes Übersetzungsverhältnis |
| Messwerte                                             |                               |                               |                               |                               |                               |                               |
| Leergewicht                                           | 1865 kg                       | 1835 kg                       | 1920 kg                       | 1825 kg                       | 1820 kg                       | 1890 kg                       |
| Höchstgeschwindigkeit                                 | 175 km/h                      | 185 km/h                      | 175 km/h                      | 170 km/h                      | 180 km/h                      | 180 km/h                      |
| Beschleunigung, 0–100 km/h                            | 7,5 s                         | 7,4 s                         | 6,8 s                         | 6,2 s                         | 6,2 s                         | 6,6 s                         |
| Kraftstoffverbrauch auf 100 km nach WLTP (kombiniert) | 0,7 l Super                   | 0,7 l Super                   | 0,8 l Super                   | —                             | —                             | —                             |
| Tankinhalt                                            | 45 l                          | 45 l                          | 45 l                          | —                             | —                             | —                             |
| Energieinhalt Akku                                    | 28,39 kWh                     | 28,39 kWh                     | 35,07 kWh                     | 56,12 kWh                     | 56,12 kWh                     | 68,82 kWh                     |
| elektrische Reichweite nach CLTC                      | 230 km                        | 300 km                        | 240 km                        | 530 km                        | 550 km                        | 660 km                        |
| Abgasnorm                                             | China VIb                     | China VIb                     | China VIb                     | —                             | —                             | —                             |